# ریان مای
ریان مای (انگلیسی: Ryan Mmaee؛ زادهٔ ۱ نوامبر ۱۹۹۷) بازیکن فوتبال اهل مراکش است.
از باشگاه‌هایی که در آن بازی کرده‌است می‌توان به باشگاه فوتبال استاندارد لیژ و باشگاه فوتبال خنت اشاره کرد.
وی همچنین در تیم‌های ملی فوتبال زیر ۱۷ سال بلژیک، زیر ۱۷ سال بلژیک و مراکش بازی کرده‌است.

## حرفه بین المللی
رایان مای اهل کامرون و تبار مراکشی است و دارای یک پدر از کامرون و یک مادر از مراکش است - برادرش Samy Mmaee نیز یک فوتبالیست حرفه ای برای Standard Liege و یک جوانان بین المللی برای بلژیک است.به همین ترتیب ، وی واجد شرایط حضور در بلژیک ، کامرون یا مراکش در سطح ارشد است. او اولین بازی خود را برای تیم ارشد تیم ملی فوتبال مراکش در یک بازی 0-0 صمیمی با آلبانی انجام داد.